# Promachus duvaucelii
Promachus duvaucelii är en tvåvingeart som först beskrevs av Macquart 1838.  Promachus duvaucelii ingår i släktet Promachus och familjen rovflugor. Inga underarter finns listade i Catalogue of Life.